# Атеље 61
Атеље 61 је установа за израду таписерија од посебног друштвеног значаја. Налази се у улици Тврђава 9 у Петроварадину.

## Историјат
Атеље 61 је почео са радом 28. фебруара 1961. као прва југословенска радионица за израду уметничких таписерија у „Једноставној касарни” на горњем платоу Петроварадинске тврђаве у атељеу који је уступио Бошко Петровић, иницијатор и идејни творац Атељеа 61. Као оснивач се потписао Народни одбор општине Нови Сад. Прва изложба таписерија је отворена 1962. у Галерији Дома војске у Београду, исте године су изложбе одржане у Галерији Матице српске и у Модерној галерији у Пирану, а наредних година у Загребу, Марибору, Љубљани и другим. Године 1980. су добили статус установе културе од посебног друштвеног значаја као једини професионални и комплексни центар за таписерију на Балкану, а један је од малобројних у Европи у којем се изводи, негује, систематски чува, изучава и популарише таписерија. Збирка таписерија „Атељеа 61” је званично верификована 1987. године као јединствена, изузетно вредна и од општег југословенског значаја чиме је активност ове установе обогаћена и музејском делатношћу. Збирка данас садржи око триста таписерија и предмета уметности текстила домаћих и страних уметника и исто толико картона, скица и предложака за таписерије. Основали су школу ткања за обуку одраслих 1997. са циљем да тако очувају и широко популаризацију таписерије. Следеће године су основали колонију таписериста „Бошко Петровић” која је 2008. стекла међународни карактер са циљем да тако развију и оснаже контакте и сарадњу између уметника – учесника колоније. Свечано су отворили истоимену галерију 1999. године у Бастиону Леополда I на Петроварадинској тврђави са циљем неговања интенције таписерија као специфичан визуелни медиј који треба што чешће презентовати јавности. Осим програмских, проблемских, тематских изложби из области уметности таписерије и текстила у овом простору су одржавали концерте, округле столове и поетске вечери. Први Тријенале југословенске таписерије су одржали 2001. године, а 2014. је манифестација стекла интернационални карактер као највећа смотра таписеријске уметности у Србији настојећи да окупи што већи број аутора и њихових остварења из земље и иностранства. Рад ове установе обележава сарадња са великим бројем уметника са простора бивше Југославије, Србије и из многих земаља Европе и света са којима је изведено више од деветсто таписерија који се чувају у музејима, галеријама, институцијама културе, јавним објектима и приватним колекцијама широм света. До сада су организовали изложбе у градовима Југославије, Србије, Европе, Азије, Северне и Јужне Америке.